# Tərlan Kərimov
Tərlan Kərimov (ur. 14 września 1986) – azerski judoka. Olimpijczyk z Londynu 2012, gdzie zajął siódme miejsce w wadze półlekkiej.
Siódmy na mistrzostwach świata w 2011; uczestnik zawodów w 2010. Startował w Pucharze Świata w latach 2008–2012 i 2015–2019. Wicemistrz Europy w 2011 roku.

## Letnie Igrzyska Olimpijskie 2012
| Konkurencja | Eliminacje             | Eliminacje         | Eliminacje            | Repasaże                | Klas. końcowa |
| Konkurencja | Przeciwnik I           | Przeciwnik II      | 1/4                   | Przeciwnik I            | Miejsce       |
| ----------- | ---------------------- | ------------------ | --------------------- | ----------------------- | ------------- |
| 66 kg       | Musa Moguszkow (RUS) Z | Ahmed Awad (EGY) Z | Sugoi Uriarte (ESP) P | Paweł Zagrodnik (POL) P | 7.            |